# Федосов, Владимир Иванович (политик)
Влади́мир Ива́нович Федо́сов (5 июля 1951, Таловая, Воронежская область — 3 февраля 2007, Москва) — советский и российский политик и общественный деятель, кандидат политических наук. Депутат Верховного Совета СССР 11-го созыва.

## Биография
По окончании Воронежского политехнического института поступил на приборостроительный завод (НПО «Электроника»). Общественной деятельностью занялся с 1974 года. В 1977 году был избран секретарём комсомольской организации завода. Затем — первым секретарём Железнодорожного райкома ВЛКСМ. В 1979 избран первым секретарём Воронежского горкома, в 1980 — Воронежского обкома ВЛКСМ. Был депутатом Воронежского областного Совета.
С 1983 года по 1987 год работал секретарём ЦК ВЛКСМ. В 1984-85 годах был первым заместителем председателя Советского подготовительного комитета XII Всемирного фестиваля молодежи и студентов в Москве, руководителем Штаба подготовки фестиваля.
В 1985 году избран депутатом Верховного Совета СССР, в ходе депутатской деятельности был членом Комитета по международным делам и ответственным секретарём Комиссии Верховного Совета по ратификации советско-американского Договора по РСМД.
С 1987 года — ответственный секретарь Советского комитета защиты мира, c 1991 года — заместитель председателя комитета, переименованного в 1992 году в международную Федерацию мира и согласия, с 1995 года и до смерти — её председатель.
Был членом экспертного совета Организации договора коллективной безопасности.
30 сентября 2005 года указом президента Владимир Федосов утверждён в качестве члена Общественной Палаты РФ. В Общественной Палате занимал должность председателя Комиссии по этике, регламенту, совершенствованию деятельности и законодательства.

## Награды
Награждён Орденом Трудового Красного Знамени и медалью «За трудовую доблесть», наградами государственных и общественных организаций.